# Axiome de l'ensemble vide
L'axiome de l'ensemble vide énonce qu'il existe un ensemble ne possédant pas d'éléments. Dans les présentations modernes, il ne fait pas partie des axiomes de la théories des ensembles de Zermelo, ou Zermelo-Fraenkel, car, dans un univers ensembliste non vide, il est conséquence du schéma d'axiomes de compréhension. Mais il peut être utile pour certaines théories des ensemble très faibles.

## Exposition
Cet axiome énonce que :
il existe un ensemble qui n'a aucun élément
soit dans le langage formel  de la théorie des ensembles de Zermelo-Fraenkel (théorie de l'appartenance notée « ∈ ») :
∃x ∀y y ∉ x
L'axiome d'extensionnalité permet de démontrer l'unicité d'un tel ensemble, qui est appelé l'ensemble vide et noté ∅ ou parfois { }.

## Ensemble vide et schéma de compréhension
Dès qu'il existe un ensemble, l'existence d'un ensemble vide peut être démontrée par compréhension, comme étant le sous-ensemble des éléments de celui-ci qui vérifient une propriété toujours fausse. En logique du premier ordre, le plus souvent, les domaines d'interprétation des variables d'objets de base sont non vides. Cela compliquerait beaucoup l'exposé des règles logiques de considérer des domaines vides. Par conséquent l'axiome de l'ensemble vide ne fait pas partie des axiomes de la théorie des ensembles de Zermelo ou de Zermelo-Fraenkel, quand celles-ci sont présentées comme des théories du premier ordre. En effet, cela signifie ici que ce que l'on appelle un univers (l'ensemble de base d'un modèle de la théorie des ensembles considérée, le domaine dans lequel sont interprétées les variables d'ensemble) est supposé non vide. Une nouvelle variable introduite dans le raisonnement désigne un ensemble arbitraire de l'univers, ce qui a un sens puisque cet univers est non vide.
Il suffit donc, dans le cas qui nous préoccupe, d'appliquer le schéma d'axiomes de compréhension à un ensemble arbitraire, pour une propriété jamais réalisée : soit y un ensemble, il existe par compréhension un ensemble a = {x ∈ y| x ≠ x}, et celui-ci est bien l'ensemble vide, c’est-à-dire que ∀x x ∉ a.
L'axiome de l'ensemble vide reste utile pour des théories des ensembles très faibles, sans axiome de compréhension, comme la théorie S' qui ne comprend pour axiomes que :
- l'axiome d'extensionnalité ;
- l'axiome de l'ensemble vide ;
- un axiome qui exprime essentiellement que si x et y sont des ensembles, alors x ∪ {y}  est un ensemble.

Cette théorie est suffisante pour interpréter l'arithmétique de Robinson Q, et c'est donc, comme cette dernière, une théorie indécidable ainsi que toutes ses extensions.

## Axiome d'existence
Dans une présentation de la théorie des ensembles de Zermelo ou de Zermelo-Fraenkel qui ne présuppose pas une connaissance de la logique du premier ordre, ou qui ne suppose pas l'univers non vide a priori, l'existence de l'ensemble vide se déduit de n'importe quel axiome assurant l'existence d'un ensemble.
Paul Halmos introduit temporairement une hypothèse d'existence (il existe au moins un ensemble) pour démontrer l'existence d'un ensemble vide, sachant que les théories de Zermelo et de Zermelo-Fraenkel possèdent un axiome d'existence bien plus fort que l'axiome de l'ensemble vide, l'axiome de l'infini, qui intègre celui-ci.
Thomas Jech affirme directement que celui-ci se déduit de l'axiome de l'infini.
Kenneth Kunen ajoute un axiome « 0 » d'existence d'un ensemble « ∃x x=x », pour insister sur le fait que l'univers est non vide, tout en précisant que cet axiome n'est pas nécessaire car « conséquence des axiomes logiques ».